# African Growth and Opportunity Act
L'African Growth and Opportunity Act o AGOA ("Atto di crescita e opportunità per l'Africa") è un atto emesso nel maggio 2000 dal Congresso degli Stati Uniti in cui si descrive un piano di collaborazione e assistenza economica e commerciale nei confronti dei paesi dell'Africa subsahariana.

## Idoneità
L'atto assegna al Presidente degli Stati Uniti il compito di stabilire, con cadenza annuale, quali paesi si debbano considerare idonei a rientrare nel piano di collaborazione. I criteri per questa scelta riguardano il rispetto dei diritti dei lavoratori e l'applicazione di un sistema economico basato sul libero mercato.

## Benefici
Le nazioni che vengono incluse nel programma AGOA godono di alcuni benefici relativi alla possibilità di esportare merci verso gli Stati Uniti in condizioni di dazio ridotto o annullato. I settori in cui gli Stati Uniti hanno concesso il massimo dei benefici sono quello tessile e dell'abbigliamento. Secondo le stime fornite dal governo degli Stati Uniti, l'AGOA ha creato in Africa meridionale centinaia di migliaia di posti di lavoro in questi settori. Fra i paesi che hanno beneficiato in modo più evidente degli accordi c'è il Lesotho. A partire dal 2005, un nuovo sistema di accordi stipulato dagli Stati Uniti ha fatto sì che l'industria tessile africana dovesse affrontare la competizione cinese, con un conseguente impatto sui volumi esportati.
Oltre ai prodotti tessili, alcune nazioni entrate nel programma AGOA hanno iniziato a esportare prodotti di altra natura, quali fiori, veicoli a motore e acciaio. Nigeria, Angola e Sudafrica sono tre fra i paesi con un volume di esportazioni maggiore verso gli Stati Uniti.

## Durata del programma
L'atto originale prevedeva la conclusione del progetto AGOA nel 2008. Nel 2004, il Congresso ha rinviato la data di fine del progetto al 2015.